# Junior Hoilett
David Wayne „Junior” Hoilett  (ur. 5 czerwca 1990 w Brampton, Kanada) – kanadyjski piłkarz pochodzenia jamajskiego występujący na pozycji skrzydłowego w Hibernian.